# Les Feux de la vie
Pour plus de détails, voir Fiche technique et Distribution.
Les Feux de la vie (Titre original : Här har du ditt liv) est un film suédois réalisé par Jan Troell, sorti en décembre 1966 en Suède et distribué courant 1967 à l'étranger.

## Synopsis
Tout au nord de la Suède, dans la région entre Luleå et Kiruna, dans les années 1914 à 1918.
Olof, 14 ans, quitte le foyer où il a été placé pour aller vivre par ses propres moyens. Alors qu'il n'est encore qu'un enfant, il va faire des métiers durs et dangereux : flotteur de bois, employé dans une scierie, puis dans une forge. Il finit par être engagé comme assistant, puis projectionniste, d'un cinéma itinérant, accède peu à peu à la connaissance, ainsi qu'à la conscience politique et sociale. Il a fait l'expérience de la pauvreté, des humiliations, du chômage, tandis que ses premières aventures amoureuses le voient évoluer depuis le stade d'adolescent naïf à celui de jeune homme déjà un peu mufle. Puis l'année 1918 s'achève, la paix revient en Europe, Olof a maintenant 18 ans, il va pouvoir élargir son horizon pour visiter l'Allemagne et la France comme il en rêvait.
Le scénario est tiré de la suite semi-autobiographique de Eyvind Johnson Le Roman d'Olof (Romanen om Olof), publié entre 1934 et 1937 en quatre parties. Dans ce roman de formation, le titre Här har du ditt liv qui a été retenu pour le film n'était que celui de la deuxième partie.
Les Feux de la vie est régulièrement considéré en Suède comme un des plus grands films jamais tournés dans ce pays (la revue FLM le classe en n°3).

## Fiche technique
- Titre : Les Feux de la vie
- Titre original : Här har du ditt liv
- Réalisation : Jan Troell
- Scénario : Jan Troell, Bengt Forslund
- Photographie : Jan Troell
- Montage : Jan Troell
- Musique : Erik Nordgren
- Producteur : Bengt Forslund
- Société de production : Svensk Filmindustri
- Pays de production :  Suède
- Format : Noir et blanc (avec quelques séquences en couleurs) — 35 mm — 1,37:1 — Son : Mono
- Genre : Comédie dramatique
- Durée : 169 minutes
- Dates de sortie : 
  - Suède : 26 décembre 1966
  - France : 1er décembre 1967

## Distribution
- Eddie Axberg : Olof Persson
- Ulla Akselson : la mère d'Olof
- Gudrun Brost : la mère adoptive d'Olof
- Bo Wahlström : le frère aîné
- Rick Axberg : l'autre frère
- Holger Löwenadler : Kristiansson
- Göran Lindberg : Olsson
- Max von Sydow : Smålands-Pelle
- Gunnar Björnstrand : Lundgren
- Signe Stade : Maria
- Åke Fridell : Nicke Larsson
- Catti Edfeldt : Maja